# Felon
Pour les articles homonymes, voir Felon (film).
Felon est une commune française située dans le département du Territoire de Belfort, la région culturelle et historique de Franche-Comté et la région administrative Bourgogne-Franche-Comté. 
Ses habitants sont appelés les Felonais.

## Géographie
Commune rurale du Territoire de Belfort faisant partie du canton de Giromagny, elle regroupe deux cents habitants et est située entre la route nationale 83 et le versant sud du massif des Vosges.

### Géologie

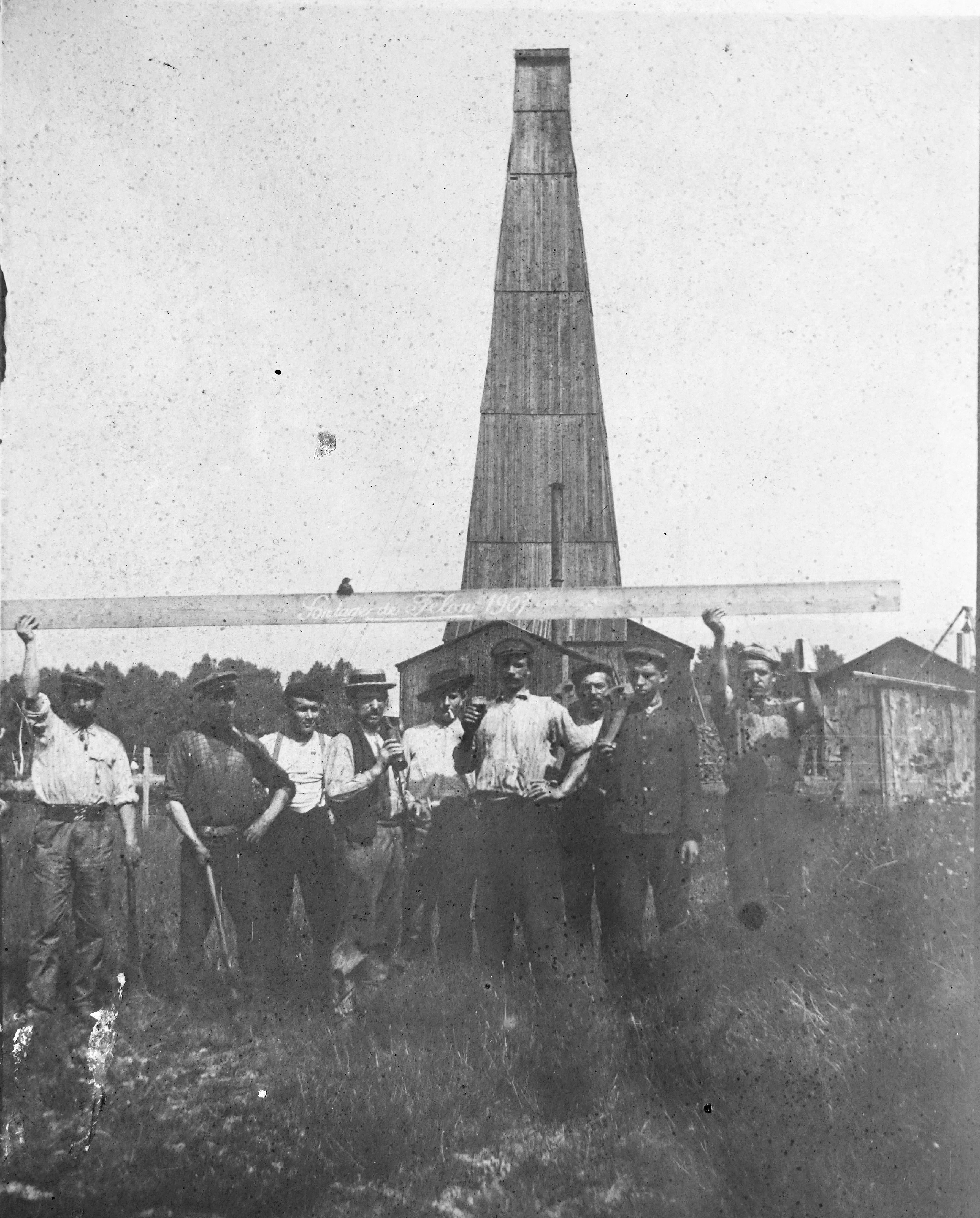
Le sondage de Felon.

Le bassin houiller stéphanien sous-vosgien s’étend sous le territoire communal et aux alentours, entre Bouhans-lès-Lure, Ronchamp, Lomont à l'ouest et Rougemont, Romagny à l'est.
En 1907, un sondage est creusé pour rechercher le prolongement du gisement exploité par les houillères de Ronchamp sans succès.

### Climat
Pour des articles plus généraux, voir Climat de la Bourgogne-Franche-Comté et Climat du Territoire de Belfort.
En 2010, le climat de la commune est de type climat des marges montargnardes, selon une étude du Centre national de la recherche scientifique s'appuyant sur une série de données couvrant la période 1971-2000. En 2020, Météo-France publie une typologie des climats de la France métropolitaine dans laquelle la commune est exposée à un climat semi-continental et est dans la région climatique  Vosges, caractérisée par une pluviométrie très élevée (1 500 à 2 000 mm/an) en toutes saisons et un hiver rude (moins de 1 °C). 
Pour la période 1971-2000, la température annuelle moyenne est de 9,8 °C, avec une amplitude thermique annuelle de 17,3 °C. Le cumul annuel moyen de précipitations est de 1 106 mm, avec 11,5 jours de précipitations en janvier et 10,5 jours en juillet. Pour la période 1991-2020, la température moyenne annuelle observée sur la station météorologique installée sur la commune est de 10,3 °C et le cumul annuel moyen de précipitations est de 1 056,1 mm. 
La température maximale relevée sur cette station est de 38 °C, atteinte le 7 août 2015 ; la température minimale est de −19,3 °C, atteinte le 20 décembre 2009,,. 
| Mois                                  | jan.           | fév.           | mars           | avril         | mai           | juin          | jui.          | août         | sep.          | oct.          | nov.           | déc.           | année      |
| ------------------------------------- | -------------- | -------------- | -------------- | ------------- | ------------- | ------------- | ------------- | ------------ | ------------- | ------------- | -------------- | -------------- | ---------- |
| Température minimale moyenne (°C)     | −1,2           | −1,2           | 0,9            | 4             | 7,5           | 11,3          | 12,7          | 12,4         | 8,8           | 5,7           | 2,4            | −0,5           | 5,2        |
| Température moyenne (°C)              | 1,8            | 2,6            | 6              | 10            | 13,5          | 17,4          | 19,1          | 18,8         | 14,8          | 10,5          | 5,9            | 2,7            | 10,3       |
| Température maximale moyenne (°C)     | 4,8            | 6,5            | 11             | 16,1          | 19,4          | 23,4          | 25,4          | 25,1         | 20,9          | 15,3          | 9,4            | 5,9            | 15,3       |
| Record de froid (°C) date du record   | −15,1 06.01.17 | −14,8 14.02.13 | −11,7 12.03.10 | −5,9 06.04.21 | −2,5 06.05.19 | 3,1 21.06.10  | 4 30.07.15    | 2,7 26.08.18 | 0,5 22.09.22  | −5,5 29.10.12 | −11,5 30.11.10 | −19,3 20.12.09 | −19,3 2009 |
| Record de chaleur (°C) date du record | 17,3 01.01.23  | 22,1 24.02.21  | 24,7 31.03.21  | 27,8 21.04.18 | 33 25.05.09   | 35,1 09.06.14 | 37,3 24.07.19 | 38 07.08.15  | 32,8 11.09.23 | 28,4 02.10.23 | 23 07.11.15    | 17,7 17.12.15  | 38 2015    |
| Précipitations (mm)                   | 112,5          | 77,5           | 84             | 63,4          | 92,1          | 92,9          | 76,2          | 90           | 64            | 78,7          | 94,6           | 130,2          | 1 056,1    |

| Diagramme climatique                                  |             |         |           |             |              |              |            |           |             |            |              |
| J                                                     | F           | M       | A         | M           | J            | J            | A          | S         | O           | N          | D            |
| 4,8−1,2112,5                                          | 6,5−1,277,5 | 110,984 | 16,1463,4 | 19,47,592,1 | 23,411,392,9 | 25,412,776,2 | 25,112,490 | 20,98,864 | 15,35,778,7 | 9,42,494,6 | 5,9−0,5130,2 |
| Moyennes : • Temp. maxi et mini °C • Précipitation mm |             |         |           |             |              |              |            |           |             |            |              |

Les paramètres climatiques de la commune ont été estimés pour le milieu du siècle (2041-2070) selon différents scénarios d'émission de gaz à effet de serre à partir des nouvelles projections climatiques de référence DRIAS-2020. Ils sont consultables sur un site dédié publié par Météo-France en novembre 2022.

## Urbanisme

### Typologie
Au 1er janvier 2024, Felon est catégorisée commune rurale à habitat dispersé, selon la nouvelle grille communale de densité à sept niveaux définie par l'Insee en 2022.
Elle appartient à l'unité urbaine de Rougemont-le-Château, une agglomération intra-départementale regroupant quatre  communes, dont elle est une commune de la banlieue,,. Par ailleurs la commune fait partie de l'aire d'attraction de Belfort, dont elle est une commune de la couronne,. Cette aire, qui regroupe 91 communes, est catégorisée dans les aires de 50 000 à moins de 200 000 habitants,.

## Toponymie
- Uurlon/Vurlon et Furlon (1235-41), Villae Volim (1350), Foulon (1565-1585), Füolon (1579), Daz dorf Fullon/Follon (1628)[12].

## Histoire
Cité en 1227, le village fait partie de la seigneurie de Rougemont et de la paroisse d'Angeot jusqu'en 1767, date à laquelle il fut rattaché à celle de Saint-Germain-le-Châtelet.
Les premiers documents retraçant l’histoire de Felon datent du début du XIIIe siècle.
À l’époque, le comte provincial Otton II, devient comte de Habsbourg.
Felon est le fief de la famille De Felon, dont on rencontre en 1227 des membres attachés à la famille de Habsbourg. 
Felon était cité en 1227 sous le nom de « Vuolon », ainsi que sous deux autres appellations « Furlon » entre 1235 et 1241 et « Foulon » entre 1565 et 1585.
C’est à partir de cette date que le nom du village se change en Felon.
Une des hypothèses sur l'origine du nom du village serait qu'un moulin à foulon existait en ce lieu.
Ce hameau appartenait à la famille impériale d’Autriche jusqu’en 1648, date à laquelle il devient la propriété du royaume de France.
Jusqu’à la Révolution, le village fait partie de la seigneurie de Rougemont, qui dépend du comté de Ferrette.
Composant la paroisse d’Angeot jusqu’en 1767, Felon devient ensuite vicairie de Saint-Germain de 1808 à 1824.
C’est seulement en 1833 qu’une ordonnance du roi Louis-Philippe Ier, reconnaît officiellement l’autonomie de la paroisse.
Après avoir été rattaché au canton de Fontaine, Felon est depuis 1984 rattaché à celui de Rougemont-le-Château.
- Foulonnage

Le foulonnage consistait à dégraisser les draps de laine dans l'eau de la rivière. 
Pour cela, on plaçait l'étoffe dans une cuve remplie d'eau et de terre glaise, puis elle était frappée successivement par trois paires de pilons mus par la force hydraulique. 
Cette opération, en feutrant les fils de laine, apportait aux draps une douceur particulière.
- Le Blason

Le « tau » qui est la lettre grecque, correspondant à la lettre « T » dans notre alphabet. Il est également le T que forme le Bâton de l'ermite Antoine.

La roue, s’explique par la présence probablement assez ancienne d’un ou de moulins dans la commune.

## Héraldique
|  | Les armes de la commune se blasonnent ainsi : D'azur à la roue de moulin d'or surmontée d'un tau d'argent. |

## Politique et administration

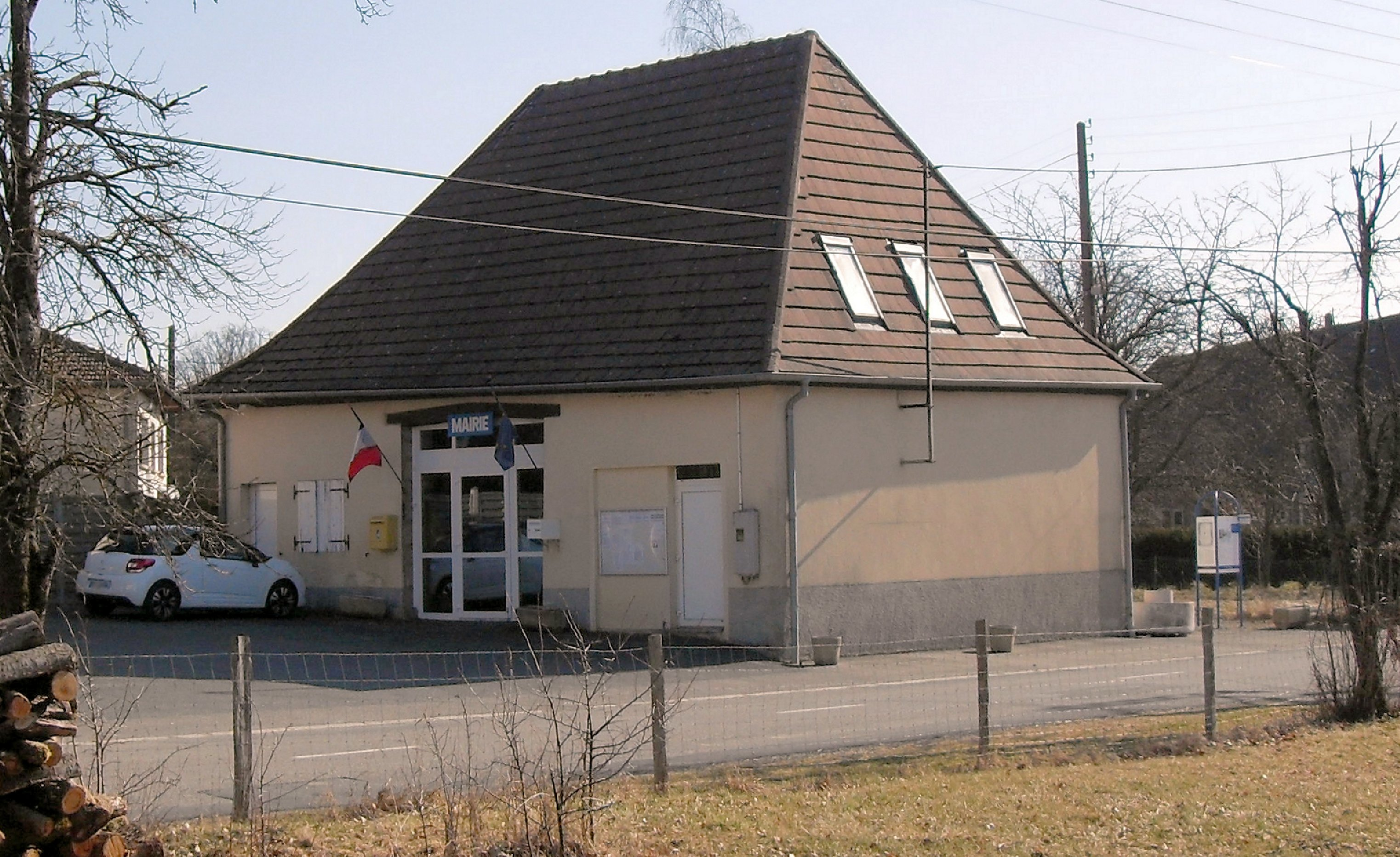
La mairie.

| Période                                  | Période     | Identité     | Étiquette | Qualité |
| ---------------------------------------- | ----------- | ------------ | --------- | ------- |
| Les données manquantes sont à compléter. |             |              |           |         |
| mars 2001                                | 25 mai 2020 | Gerard Wurtz |           |         |
| 25 mai 2020                              | En cours    | Serge Marlot |           |         |

## Population et société

### Démographie
L'évolution du nombre d'habitants est connue à travers les recensements de la population effectués dans la commune depuis 1793. Pour les communes de moins de 10 000 habitants, une enquête de recensement portant sur toute la population est réalisée tous les cinq ans, les populations de référence des années intermédiaires étant quant à elles estimées par interpolation ou extrapolation. Pour la commune, le premier recensement exhaustif entrant dans le cadre du nouveau dispositif a été réalisé en 2007.

En 2022, la commune comptait 228 habitants, en évolution de −6,94 % par rapport à 2016 (Territoire de Belfort : −2,78 %, France hors Mayotte : +2,11 %).
| 1793 | 1800 | 1806 | 1821 | 1831 | 1836 | 1841 | 1846 | 1851 |
| ---- | ---- | ---- | ---- | ---- | ---- | ---- | ---- | ---- |
| 230  | 189  | 306  | 312  | 321  | 286  | 279  | 279  | 247  |

| 1856 | 1861 | 1866 | 1872 | 1876 | 1881 | 1886 | 1891 | 1896 |
| ---- | ---- | ---- | ---- | ---- | ---- | ---- | ---- | ---- |
| 218  | 216  | 225  | 214  | 217  | 196  | 181  | 167  | 165  |

| 1901 | 1906 | 1911 | 1921 | 1926 | 1931 | 1936 | 1946 | 1954 |
| ---- | ---- | ---- | ---- | ---- | ---- | ---- | ---- | ---- |
| 171  | 146  | 137  | 103  | 115  | 110  | 113  | 122  | 114  |

| 1962 | 1968 | 1975 | 1982 | 1990 | 1999 | 2006 | 2007 | 2012 |
| ---- | ---- | ---- | ---- | ---- | ---- | ---- | ---- | ---- |
| 99   | 117  | 131  | 155  | 204  | 218  | 244  | 248  | 248  |

| 2017 | 2022 | - | - | - | - | - | - | - |
| ---- | ---- | - | - | - | - | - | - | - |
| 244  | 228  | - | - | - | - | - | - | - |

### Personnalités liées à la commune
- Raymond Schmittlein (1904-1974), ancien député du Territoire de Belfort et secrétaire général du MPC (Mouvement pour la Communauté), organe gaulliste chargé d'organiser et couvrir la lutte officieuse (les fameux barbouzes) contre l'OAS en Algérie en 1961-62, est inhumé dans le cimetière communal.

## Économie
- Revenu par ménage : 21 470 €/an
- Population active : 117 hab.
- Chômeurs : 9
- Taux de chômage : 7,7 %
- Taux de propriétaires : 91,9 %

Sources des données : Insee, Seloger.com, Habitants.fr

## Spécialité
La tarte aux quetsches est un dessert traditionnel à Felon. Elle a d’ailleurs donné lieu à une fête (Fête des Quetsches) organisée à la mi-septembre et accueillant plusieurs milliers de visiteurs.

## Lieux et monuments
L'église, consacrée à saint Antoine, a été construite en plusieurs étapes. 
Il s’agit initialement d’une chapelle construite sans chœur ni clocher.
En 1767, lorsque Felon devient vicairie de Saint-Germain, l’église est remaniée puis dotée d’un chœur en 1774, année qui figure sur la clef de voûte extérieure d’une fenêtre.
Ce n’est qu’en 1836 qu’un clocher y est construit.
La plus ancienne des trois cloches dont dispose cette église sonne en sol dièse.
Elle a été bénie par Jean-Joseph Bourquardé, curé de Felon. Elle a pour parrain Nicolas Heydet, procureur et sergent seigneurial de la prévôté de Traubach demeurant à Dannemarie et natif de Felon. Sa marraine est la Felonnaise Marguerite Crave-Heidet.
La bénédiction de la cloche est relatée sur le registre des baptêmes, qui mentionne également l’acceptation de l’archevêque de Besançon, Raymond Durfort.

## Pour approfondir